# Бак-е-Фін
Бак-е-Фін (перс. باغ فین — Сад Фін) — історичний перський сад біля Кашану. Вважається найстарішим садом в Ірані.

## Історія
Сад заснований на початку ери Сефевідів, проте сучасний дизайн отримав під час правління шаха Аббаса Першого (1587—1629), відновлений під час правління Фатх-Алі Шах Каджара (1797—1834). Невід'ємний елемент саду «чахар-бак» — лазня-хамам здобула поганої слави, коли у 1849 році у ній вбили великого міністра Аміра Кабіра. Зараз Бак-е-Фін — популярне туристичне місце на маршруті Кашан — Ісфахан.

## Дизайн
Стиль саду можна визначити як традиційний «чахар-бак»: великий прямокутник з деревами і кущами, оточений павільйонами, флігелями та високою стіною. За стіною пишного саду простягається пустеля. Вода в фонтани подається з відстані 1,5 км акведуками «канат» з гір Каркас на півдні. Вона розливається по саду каналами, викладеними блакитною плиткою. Напір води дозволив будівельникам влаштувати міні-фонтани. Вздовж доріжок висаджені кипариси, платани, мигдаль, яблуні, вишні та сливи. У парку також ростуть квіти: лілії, іриси, жасмини, тюльпани, нарциси, шипшина, кущова троянда, амарант, левкой, фіалки.

## Охорона
У 2011 році разом з вісьмома іншими садами внесений у список об'єктів Світової спадщини ЮНЕСКО під назвою Перські сади.

## Галерея

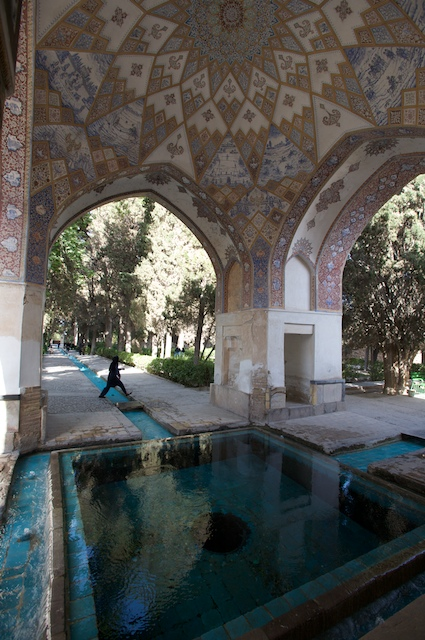
Декор павільйонів
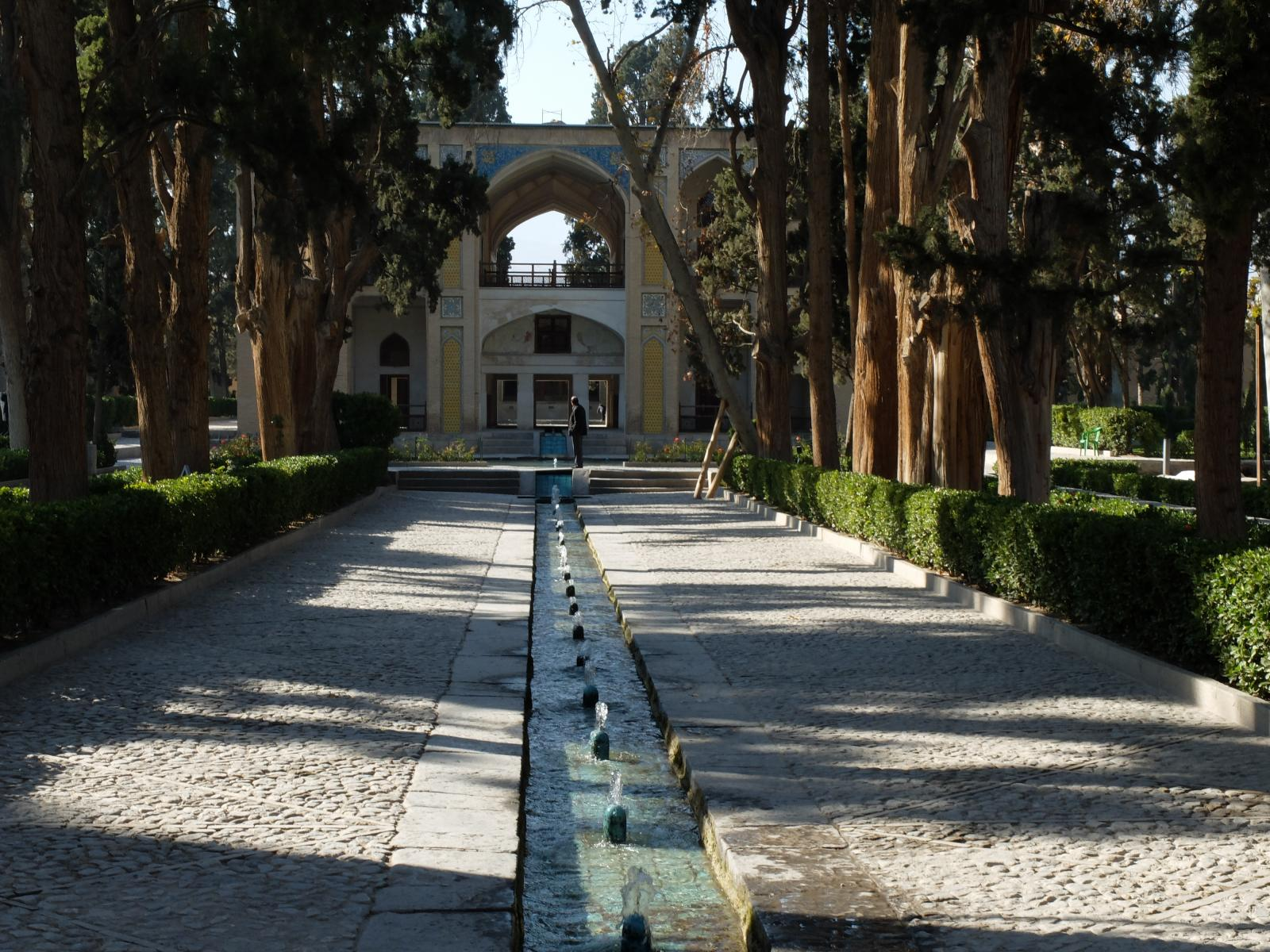
Канал з водою
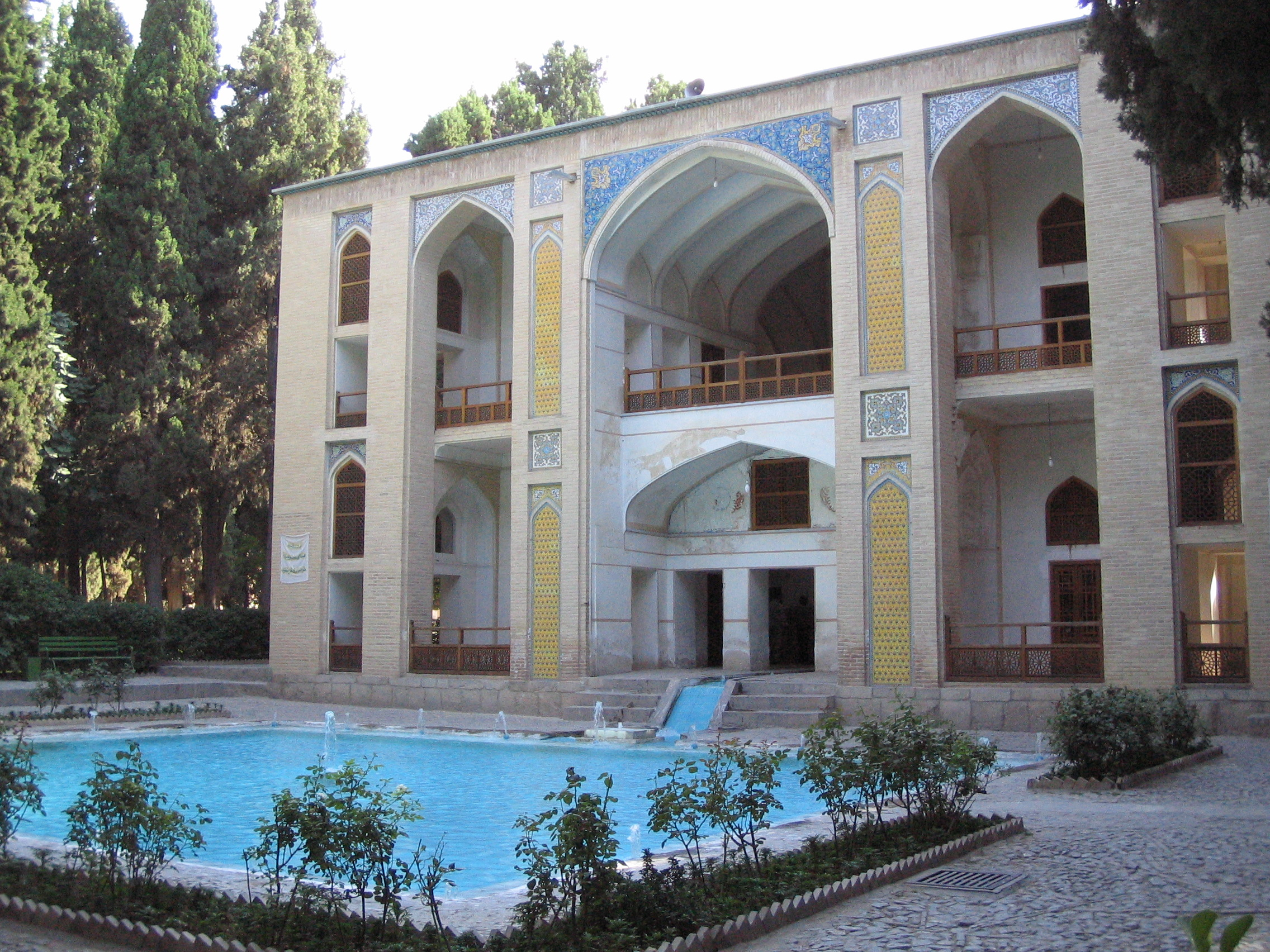
Центральний павільйон
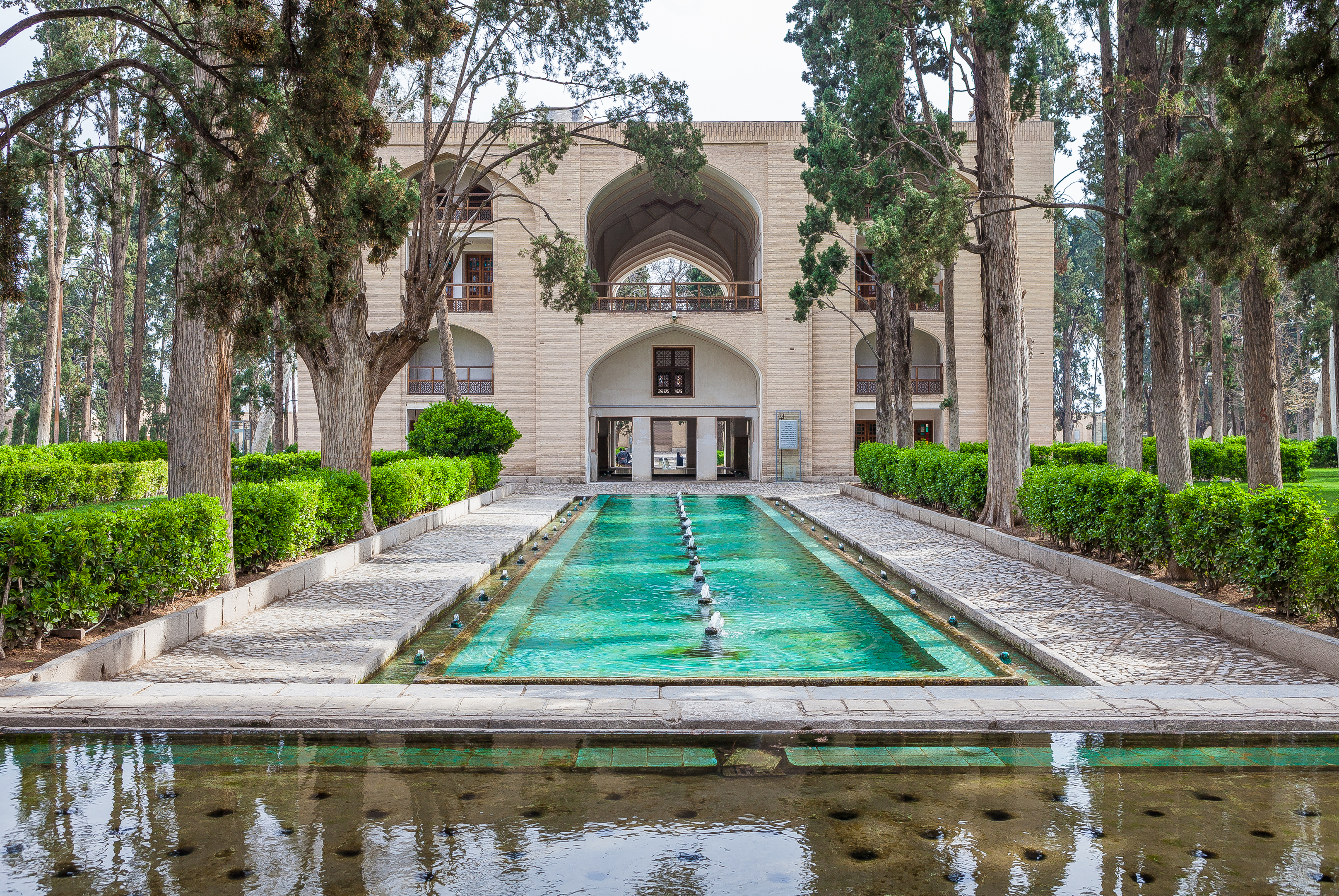
Фонтани
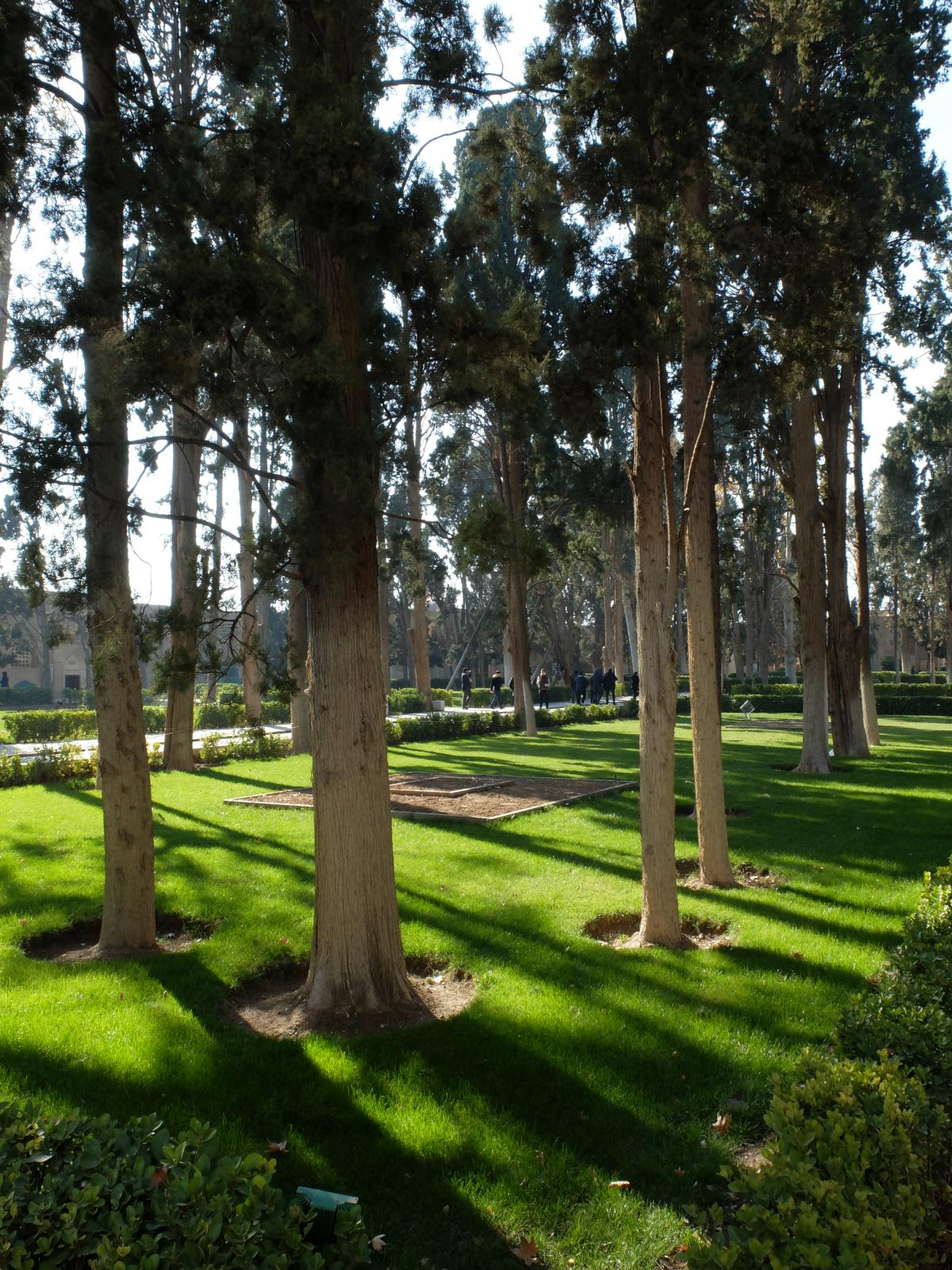
Парк